# Amr-al-Karmani
‎
Abu-al-Hakam 'Amr-al-Karmani (tudi al-Kirmani), španski astronom, filozof, matematik in učenjak, * 970, Kordoba, Španija, † 1066, Saragosa, Španija.
Amr-al-Karmani je bil al-Majritijev učenec. Skupaj z al-Majritijem sta Španijo seznanila z deli filozofske šole Iskreni bratje (Ikvan al-Safa).